# 래이퍼 알스턴

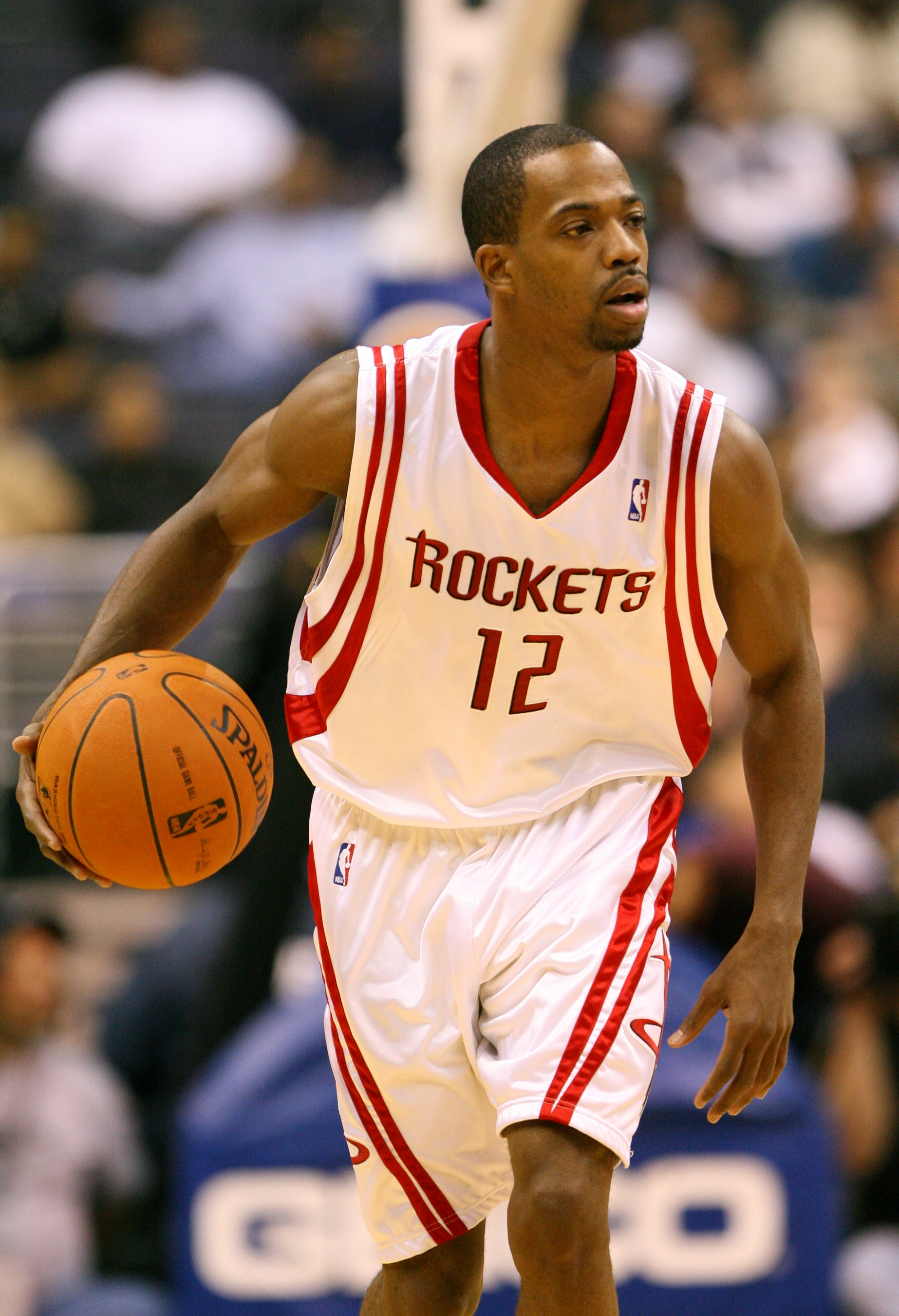

래이퍼 알스턴(Rafer Alston, 본명: Rafer Jamel Alston, 1976년 7월 24일 ~ )은 미국의 은퇴한 프로 농구 선수이다. 알스턴은 밀워키 벅스와 함께 NBA(전미 농구 협회)에 합류하기 전인 1999년 AND1 믹스테이프 투어에서 처음으로 농구 명성을 얻었다. 1999년부터 2010년까지 NBA에 있는 동안 그는 NBA 결승전에 진출한 2008-09 올랜도 매직 팀을 포함하여 6개 팀에서 뛰었다.

## 프로 경력
- 밀워키 벅스 (1999-2002)
- 토론토 랩터스 (2003)
- 마이애미 히트(2003~2004)
- 토론토로 복귀 (2004-2005)
- 휴스턴 로케츠(2005~2008)
- 올랜도 매직(2009)
- 뉴저지 네츠(2009~2010)
- 마이애미로 복귀 (2010)
- 저장 라이온스(2011)
- 로스앤젤레스 D-펜더스 (2012)